# 越南共产党中央军事委员会
越南共产党中央军事委员会（越南语：／?，简称中央军委，或称中央军事党委）是直接和全面领导越南人民军的最高军事机关，实现越南共产党以及其中央执行委员会对越南人民军的绝对领导。
根据越南共产党章程，越共中央军委包括了中央政治局任命人民军工作成员的数目，军队并多数当选国会议员和越南共产党中央委员会委员，中央军委往往是由中央政治局领导。中央军委书记为越共中央军委的最高负责人，一般由越共中央总书记兼任。
《越南社会主义共和国宪法》规定，国家主席担任国防与安全委员会主席，统率军队。不过实际情况是越共中央军委才是真正领导军队的最高军事机关，情况与中华人民共和国在1954年至1975年间中华人民共和国国防委员会与中国共产党中央军事委员会并设的情况相似。

## 现任组成人员
| 排 序 | 姓 名  | 公 职                          | 兼任职务                                       | 备 注 |
| ----- | ------ | ------------------------------ | ---------------------------------------------- | ----- |
| 1     | 蘇林   | 无                             | 越共中央总书记 中央軍委书记                    |       |
| 2     | 潘文江 | 人民军上将、國防部長           | 中央军事委员会副书记、中央政治局委员、国防部长 |       |
| 3     | 范明正 | 总理                           | 中央军事委员会常务委员、中央政治局委员         |       |
| 4     | 梁強   | 国家主席、人民军上将           | 中央军事委员会常务委员、中央政治局委员         |       |
| 5     | 阮新疆 | 人民军上将、越南人民军总参谋长 | 中央军事委员会常务委员                         |       |
| 6     | 武明良 | 人民军上将、国防部副部长       | 中央军事委员会常务委员                         |       |

## 职责
越共中央军事委员会根据越南共产党中央委员会的决定，研究并建议在军队各个方面的政策事宜，军事任务和防务领导人。
中央军事委员会还直接管理越南人民军的总政治局。

## 沿革
越共中央军委成立于1946年，最初的名称是中央军事委员会。从1948年8月至1952年5月更名为政府机构的委员会，然后再更名军事委员会（1952年5月至1961年1月），中央军事委员会（1961年1月至1982年12月），军事委员会（1982年12月至1985年7月）。自1985年7月4日，改为“中央军事党委”，自2011年改为现在的名称：“越南共产党中央军事委员会”。

## 历任书记
| 届 次 | 姓 名（生卒）        | 公 职                    | 兼任职务                                                 | 任 期          |
| ----- | -------------------- | ------------------------ | -------------------------------------------------------- | -------------- |
| 1     | 武元甲（1911－2013） | 国防部长兼任人民军总司令 | 越南共产党中央军事委员会委员、越南共产党中央委员会委员   | 1946年－1977年 |
| 2     | 黎笋（1907－1986）   | 越共中央总书记           | 越南共产党中央军事委员会委员、越南共产党中央委员会委员   | 1978年－1984年 |
| 3     | 文进勇（1917－2002） | 国防部长、越南人民军大将 | 越南共产党中央军事委员会委员、越南共产党中央委员会委员   | 1984年－1986年 |
| 4     | 长征（1907－1988）   | 越共中央总书记           | 越南共产党中央军事委员会委员、越南共产党中央委员会委员   | 1986年         |
| 5     | 阮文灵（1915－1998） | 越共中央总书记           | 越南共产党中央军事委员会委员、越南共产党中央委员会委员   | 1987年－1991年 |
| 6     | 杜梅（1917－2018）   | 越共中央总书记           | 越南共产党中央军事委员会委员、越南共产党中央委员会委员   | 1991年－1997年 |
| 7     | 黎可漂（1931－2020） | 越共中央总书记           | 越南共产党中央军事委员会委员、越南共产党中央委员会委员   | 1997年－2001年 |
| 8     | 農德孟（1940－）     | 越共中央总书记           | 越南共产党中央军事委员会委员、越南共产党中央委员会委员   | 2001年－2011年 |
| 9     | 阮富仲（1944－2024） | 越共中央总书记           | 越南共产党中央军事委员会委员、越南共产党中央委员会总书记 | 2011年－2024年 |
| 10    | 蘇林（1957－）       | 越共中央总书记           | 越南共产党中央軍事委員會书记、越南共产党中央委员会总书记 | 2024年－現任   |